# Victoria nimbosa
Victoria nimbosa là một loài bướm đêm trong họ Geometridae.